# ماسیل لوئیز فرانکو
ماسیل لوئیز فرانکو (به پرتغالی: Maciel Luiz Franco) مدافع اهل برزیل است که در شهر Bandeira do Sul، میناس گرایس و در تاریخ ۱۵ مارس ۱۹۷۲ به دنیا آمده‌است.
ماسیل لوئیز فرانکو در تیم‌های فوتبال União São João سابقهٔ حضور دارد.